# Vine (アプリケーション)
Vine（ヴァイン）とは、かつて運営されていたショート形式の動画共有サービスである。
ユーザーは6秒間ループ再生されるビデオクリップを共有することができる。2012年6月に設立し、サービス正式開始前の10月にアメリカ合衆国のTwitterに買収された。ユーザーは動画をVineのソーシャルネットワークを通して投稿したり、FacebookやTwitterといった他のサービスで共有することができる。Vineのアプリケーションでも他のユーザーによる投稿、テーマごとでのグループ、トレンド、人気での動画を見ることができる。米国時間2016年10月27日に数ヶ月以内にサービスを終了することが発表され、2017年1月17日をもって、Vineのサービスが終了した。

## 歴史
2012年6月にドム・ホフマン、ラス・ユスポフ、コリン・クロルが設立したが、10月にTwitterに3,000万ドルで買収されたと報じられている。
正式なサービス開始として2013年1月24日にiOS対応無料アプリケーションが、6月2日にはAndroid対応アプリケーションが、11月12日にWindows Phone対応アプリケーションがリリースされた。
Vineはサービス開始から数ヶ月で競合アプリケーションが伸び悩む中で最も使用される動画共有アプリケーションになっていった。2013年4月9日、iOS App Storeで最もダウンロードされた無料アプリケーションになり、2014年5月1日、動画を閲覧できるウェブバージョンを立ち上げた。
2014年10月14日、Xbox One版がリリースされ、Xbox Live会員もループ再生動画を閲覧できるようになった。

### Vine Kids
2015年、子供向けにデザインしたアプリケーションであるVine Kidsをリリースした。子供向けループ再生動画の閲覧に加え、アプリケーションにはスワイプで新しいビデオを見たり、違う音を聴くことができる。AppleのiOSでのみ配信されている。

### サービスの終了とその後
2016年10月27日、開発元のTwitterの大規模な人員削減と、Vine利用者の減少により、Vineのサービスを数か月以内に終了すると発表。そして、2017年1月17日をもって、全世界でサービスを終了し、Vineによる動画の投稿はできなくなった。しかし、Vineのサイトはサービス終了後も残っている。Vineのサービス終了後は、Vine Cameraで作成した6.5秒のループ動画をTwitterにて投稿できるようになる。

## 機能
Vineはアプリ内カメラで6秒以内のショートビデオを撮ることができる。また、画面に触っている間のみ撮影されるためオンザフライ編集やストップモーションエフェクトが可能である。
2013年7月に、カメラ機能にグリッド表示、ゴーストツールの追加、その他チャンネル（テーマエリアやトレンドになった話題やユーザー）のキュレーション、一般公開上での動画のリバイン(revine)、投稿動画の限定公開といった機能が追加された。
2014年7月、アプリケーションのアップデートで「ループ回数」として誰かが動画を見るたびに再生回数がカウントされビデオの上に数値が表示されるようになった。また、「ループ回数」には動画が組み込まれた他のサイトからの再生回数も含まれる。

## 活用
Vineは様々なショートコントやミュージックパフォーマンス、ストップモーションアニメといった様々なジャンルで利用されている。また、ジャーナリズム関連でも利用があり、2013年在トルコアメリカ合衆国大使館爆破事件が発生した時にトルコ人ジャーナリストがVineで事件現場の模様をレポートした。さらにプロモーション手段として活用されており、2013年にダフト・パンクがアルバム「ランダム・アクセス・メモリーズ」の収録曲をVineで披露したり、同年9月9日にダンキンドーナツが世界で初めてCMをVineのみで配信した。
ミュージックビデオの配信で成功したケースもあり、2013年7月、女性達が「Don't Drop That Thun Thun」と言う曲でトゥワークするビデオをVineに投稿したところたちまちバイラルとして話題になり同じような動画が投稿され、当初売れなかったこの曲もビルボードHot 100チャートで最高35位にランクインした。
2013年3月、ニューヨーク市で行われたムービング・イメージアートフェアの#SVAES (The Shortest Video Art Ever Sold)という展示会で行われ22のVine動画が展示された。作品のコピーはUSBフラッシュドライブを使って200ドルで販売された。アンジェラ・ワシュコの「Tits on Tits on Ikea」はオランダのアートアドバイザー、キュレーター、収集家のミリアム・バネッシ(Myriam Vanneschi)が購入し、Vineのアート作品が初めて売れた例になった。
ブルックリンのラッパーであるボビー・シュマーダは投稿した動画が330万以上の再生回数を得たことやケビン・デュラントやビヨンセが物真似をしたことで名声を得てレコード会社を契約した。

## 評価
BBCはVine動画に関して「過ぎ去った日常生活を切り取った6秒間の目まぐるしいメリーゴーランド」は「誘惑するもの」と評した。
サービス開始からまもなく、Vineはポルノグラフィの扱いに関する問題に直面した。Twitterのガイドラインでポルノが禁止されてない頃に、露骨な性描写がある動画がVineのアプリケーションで「Editor's Pick」に誤って選出されたが、これは「ヒューマンエラー」によるものと釈明した。これはポルノがAppleの利用規約に違反するためで、その後2013年2月にアップルの求めに応じてアプリケーションの対象年齢が17歳以上に変更された。
Vineはタイムの「50 Best Android Apps for 2013」に選出された。